# Mustafa Ağa
 Mustafa Ağa  est un architecte ottoman. Il devient architecte impérial en chef en 1644 à la suite de l’exclusion de son prédécesseur à ce poste Koca Kasım Ağa, exilé. Il travaille pour le compte de la sultane validé Hatice Turhan.

## Contributions
Parmi ses contributions les plus importantes figurent le Bazar aux épices (1663) et la complétion de la Mosquée Neuve (1665), tous deux situés dans le quartier d'Eminönü.